# Abbaye de Pental
L'abbaye de Pental (ou Pentale) est une ancienne abbaye qui se dressait sur le territoire actuel de la commune française de Saint-Samson-de-la-Roque, dans le département de l'Eure, en région Normandie

## Localisation
L' abbaye de Pental se situait sur la rive droite de la Risle, partie de l'exemption de Saint-Samson, et de nos jours sur la commune de Saint-Samson-de-la-Roque, dans le département français de l'Eure.

## Historique
L'abbaye a été élevée dans la première moitié du VIe siècle — les dates de 540 ou 550 sont parfois avancées — sur un terrain donné à saint Samson par Childebert. Elle relevait de l'abbaye-évêché de Dol.
En 648, pour en reprendre le contrôle, saint Ouen, évêque de Rouen, nomma à sa tête saint Germier. Mais sa mission échoua et il se retira dans un ermitage situé près du port de l'abbaye.
En 833, l'abbaye est toujours attestée car Anségise, abbé de Saint-Wandrille, la comprend dans ses legs aux établissements religieux du pays. Le monastère fut pillé par les Vikings au IXe siècle et ne survécut pas à leurs incursions. Toutefois, en 1120, Baudri, évêque de Dol, s'y réfugia et y mourut. La vie régulière est abandonnée.
Il ne reste en 1791 que des ruines.
Toutefois, de nombreux vestiges ont été réemployés au Moyen Âge dans l'église Saint-Samson à Saint-Samson-de-la-Roque, rasée au début du XIXe siècle.
Une brique comportant une citation biblique est conservée au musée d'Évreux à l'instigation d'Auguste Le Prévost (1787-1859).
En 1922, des fouilles sont entreprises par Léon Coutil, qui exhument la porte du monastère, le dallage, des sarcophages mérovingiens, ainsi que des claveaux sculptés…